# Domestic na kanojo
Domestic na kanojo (jap. ドメスティックな彼女 Domesutikku na kanojo) – manga autorstwa Kei Sasugi, publikowana na łamach magazynu „Shūkan Shōnen Magazine” wydawnictwa Kōdansha od kwietnia 2014 do czerwca 2020. Na jej podstawie studio Diomedéa wyprodukowało serial anime, który emitowano od stycznia do marca 2019.

## Fabuła
Natsuo Fujii jest zakochany w swojej nauczycielce, Hinie. Pewnego dnia zostaje zaproszony na spotkanie towarzyskie. Tam poznaje dziwną dziewczynę, Rui Tachibanę, która zaprasza go do swojego domu i prosi, by uprawiał z nią seks. Natsuo, sfrustrowany tym, że jego miłość i tak nie zostanie odwzajemniona, traci z nią dziewictwo. Następnego dnia ojciec Natsuo mówi mu, że chce się ponownie ożenić, a jego partnerka przyjdzie do ich domu tego wieczoru. Gdy drzwi się otwierają, okazuje się, że Rui jest młodszą siostrą Hiny i obie są córkami kobiety, którą jego ojciec chce poślubić, Tsukiko Tachibany.

## Bohaterowie
- Natsuo Fujii (jap. 藤井 夏生 Fujii Natsuo)

Seiyū: Taku Yashiro 
- Rui Tachibana (jap. 橘 瑠衣 Tachibana Rui)

Seiyū: Maaya Uchida 
- Hina Tachibana (jap. 橘 陽菜 Tachibana Hina)

Seiyū: Yōko Hikasa 
- Momo Kashiwabara (jap. 柏原 もも Kashiwabara Momo)

Seiyū: Haruka Yoshimura 
- Miu Ashihara (jap. 葦原 美雨 Ashihara Miu)

Seiyū: Konomi Kohara 
- Akihito Fujii (jap. 藤井 昭人 Fujii Akihito)

Seiyū: Nobuo Tobita 
- Tokiko Tachibana (jap. 橘 都樹子 Tachibana Tokiko)

Seiyū: Yurika Hino 
- Fumiya Kurimoto (jap. 栗本 文哉 Kurimoto Fumiya)

Seiyū: Takuya Eguchi 
- Yuya Masaoka (jap. 柾岡 悠弥 Masaoka Yūya)

Seiyū: Takeaki Masuyama 
- Kazushi Kine (jap. 木根 和志 Kine Kazushi)

Seiyū: Gakuto Kajiwara 
- Reiji Kiriya (jap. 桐谷 怜士 Kiriya Reiji)

Seiyū: Hikaru Midorikawa 
- Shu Hagiwara (jap. 萩原 柊 Hagiwara Shū)

Seiyū: Daisuke Hirakawa 
- Masaki Kobayashi (jap. 小林 昌樹 Kobayashi Masaki)

Seiyū: Kenjirō Tsuda 
- Alex J. Matsukawa (jap. 松川・J・アレックス Matsukawa J. Alex)

Seiyū: Tasuku Hatanaka 

## Manga
Seria ukazywała się w magazynie „Shūkan Shōnen Magazine” wydawnictwa Kōdansha od 23 kwietnia 2014 do 10 czerwca 2020. Jej 276 rozdziałów zostało zebranych i opublikowanych w 28 tankōbonach, wydawanych między 17 lipca 2014 a 17 sierpnia 2020.
| Nr | Data wydania (język japoński) | ISBN (język japoński)  |
| -- | ----------------------------- | ---------------------- |
| 1  | 17 lipca 2014                 | ISBN 978-4-06-395137-0 |
| 2  | 17 września 2014              | ISBN 978-4-06-395195-0 |
| 3  | 17 listopada 2014             | ISBN 978-4-06-395248-3 |
| 4  | 17 lutego 2015                | ISBN 978-4-06-395294-0 |
| 5  | 15 maja 2015                  | ISBN 978-4-06-395394-7 |
| 6  | 17 sierpnia 2015              | ISBN 978-4-06-395462-3 |
| 7  | 17 listopada 2015             | ISBN 978-4-06-395534-7 |
| 8  | 17 lutego 2016                | ISBN 978-4-06-395599-6 |
| 9  | 17 maja 2016                  | ISBN 978-4-06-395678-8 |
| 10 | 17 sierpnia 2016              | ISBN 978-4-06-395734-1 |
| 11 | 17 listopada 2016             | ISBN 978-4-06-395799-0 |
| 12 | 17 lutego 2017                | ISBN 978-4-06-395870-6 |
| 13 | 17 maja 2017                  | ISBN 978-4-06-395942-0 |
| 14 | 14 lipca 2017                 | ISBN 978-4-06-510068-4 |
| 15 | 15 września 2017              | ISBN 978-4-06-510193-3 |
| 16 | 17 listopada 2017             | ISBN 978-4-06-510386-9 |
| 17 | 16 lutego 2018                | ISBN 978-4-06-510964-9 |
| 18 | 17 kwietnia 2018              | ISBN 978-4-06-511268-7 |
| 19 | 7 lipca 2018                  | ISBN 978-4-06-511788-0 |
| 20 | 17 października 2018          | ISBN 978-4-06-512990-6 |
| 21 | 17 grudnia 2018               | ISBN 978-4-06-513483-2 |
| 22 | 15 marca 2019                 | ISBN 978-4-06-514423-7 |
| 23 | 17 czerwca 2019               | ISBN 978-4-06-515317-8 |
| 24 | 17 września 2019              | ISBN 978-4-06-516452-5 |
| 25 | 15 listopada 2019             | ISBN 978-4-06-517363-3 |
| 26 | 17 lutego 2020                | ISBN 978-4-06-518454-7 |
| 27 | 15 maja 2020                  | ISBN 978-4-06-518855-2 |
| 28 | 17 sierpnia 2020              | ISBN 978-4-06-520338-5 |
| Ex | 17 sierpnia 2020              | ISBN 978-4-06-520340-8 |

## Anime
Adaptacja w formie telewizyjnego serialu anime została zapowiedziana 12 lipca 2018. Seria została wyprodukowana przez studio Diomedéa i wyreżyserowana przez Shōtę Ihatę. Scenariusz napisał Tatsuya Takahashi, a postacie zaprojektowała Naomi Ide. Anime było emitowane od 12 stycznia do 30 marca 2019 na antenach MBS, TBS i BS-TBS w bloku programowym Animeism. Motywem otwierającym jest „Kawaki wo ameku” (jap. カワキヲアメク) autorstwa Minami, końcowym zaś „Wagamama” (jap. わがまま) w wykonaniu Alisy Takigawy.